# Cleome coluteoides
Cleome coluteoides là một loài thực vật có hoa trong họ Màng màng. Loài này được Boiss. mô tả khoa học đầu tiên năm 1843.